# Серизе (Де Севр)
Серизе (фр. Cerizay) насеље је и општина у западној Француској у региону Поату-Шарант, у департману Де Севр која припада префектури Бресир.
По подацима из 2011. године у општини је живело 4697 становника, а густина насељености је износила 253,21 становника/km². Општина се простире на површини од 18,55 km². Налази се на средњој надморској висини од 173 метара (максималној 217 m, а минималној 143 m).

## Демографија
| 1962. | 1968. | 1975. | 1982. | 1990. | 1999. | 2011. |
| ----- | ----- | ----- | ----- | ----- | ----- | ----- |
| 2.855 | 3.582 | 4.687 | 4.881 | 4.787 | 4.589 | 4.697 |

График промене броја становника у току последњих година